# Aeroportul Tahoua
Aeroportul Tahoua (IATA: THZ, ICAO: DRRT) este un aeroport din Niger ce deservește zona Tahoua. Aeroportul a fost tranzitat în 2017 de 1.495 de pasageri. A fost numit după zona deservită.
Situat la o altitudine de 386 m, aeroportul dispune de o singură pistă.